# Église Saint-Nicolas de Nonette
L'église Saint-Nicolas est une église catholique située à Nonette, dans le département français du Puy-de-Dôme en région Auvergne-Rhône-Alpes.

## Historique
Le village de Nonette est dominé par une butte qui a été, du début du Moyen Âge jusqu'en 1634, le siège de l'imposant château des comtes d'Auvergne et du duc de Berry. 
L'église Saint-Nicolas, romane mais remaniée à la période gothique et restaurée par la suite, était à la fois paroissiale et priorale, dépendant de l'abbaye de La Chaise-Dieu.
Le portail occidental roman est classé au titre des monuments historiques par arrêté du 30 mars 1976, tandis que le reste de l'église fait l'objet d'une inscription depuis la même date. En juin 2023, la totalité de l'église est classée.

## Architecture

### Architecture extérieure
« Édifié sur une souche romane, le clocher actuel, remontant à 1895, s'inspire d'exemples régionaux ».
La partie occidentale de l'église, comportant la base du clocher, le portail occidental et les trois premières travées de la nef sont dépoque romane et datent du XIIe siècle. Les deux travées orientales datent du XIVe siècle et relèvent de l'architecture gothique.
Le portail occidental est un des éléments les plus intéressants, avec certains chapiteaux de la nef : il « est orné de voussures décorées de fleurons, d'animaux, de personnages, de monstres. Son tympan, sans doute remanié, montre un ange entouré d'un agneau portant une croix et d'une sirène ».
Le porche méridional donnant sur la place, la Ganivelle, date du XVe siècle et est de style gothique flamboyant.

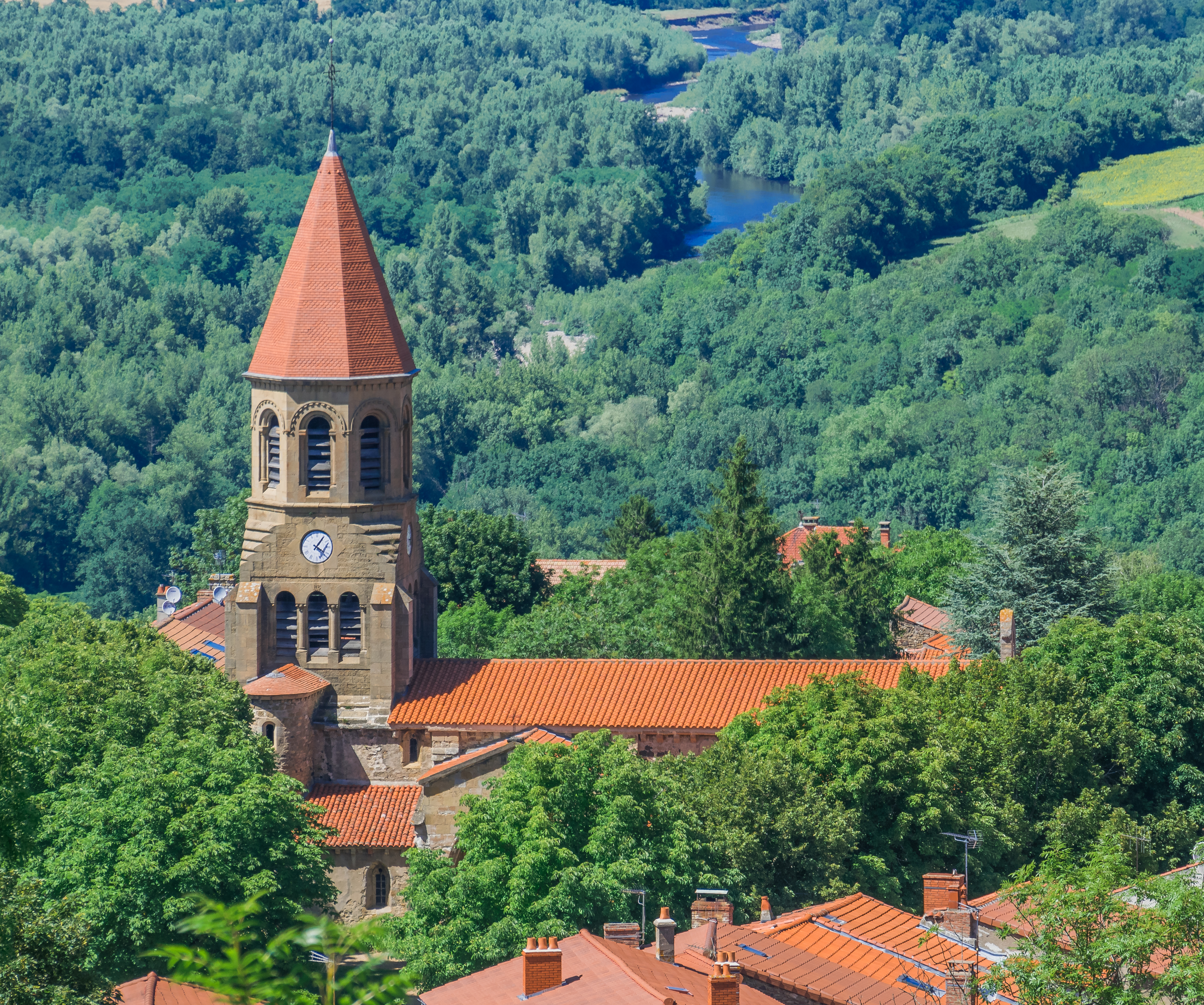
Clocher de Saint-Nicolas de Nonette.
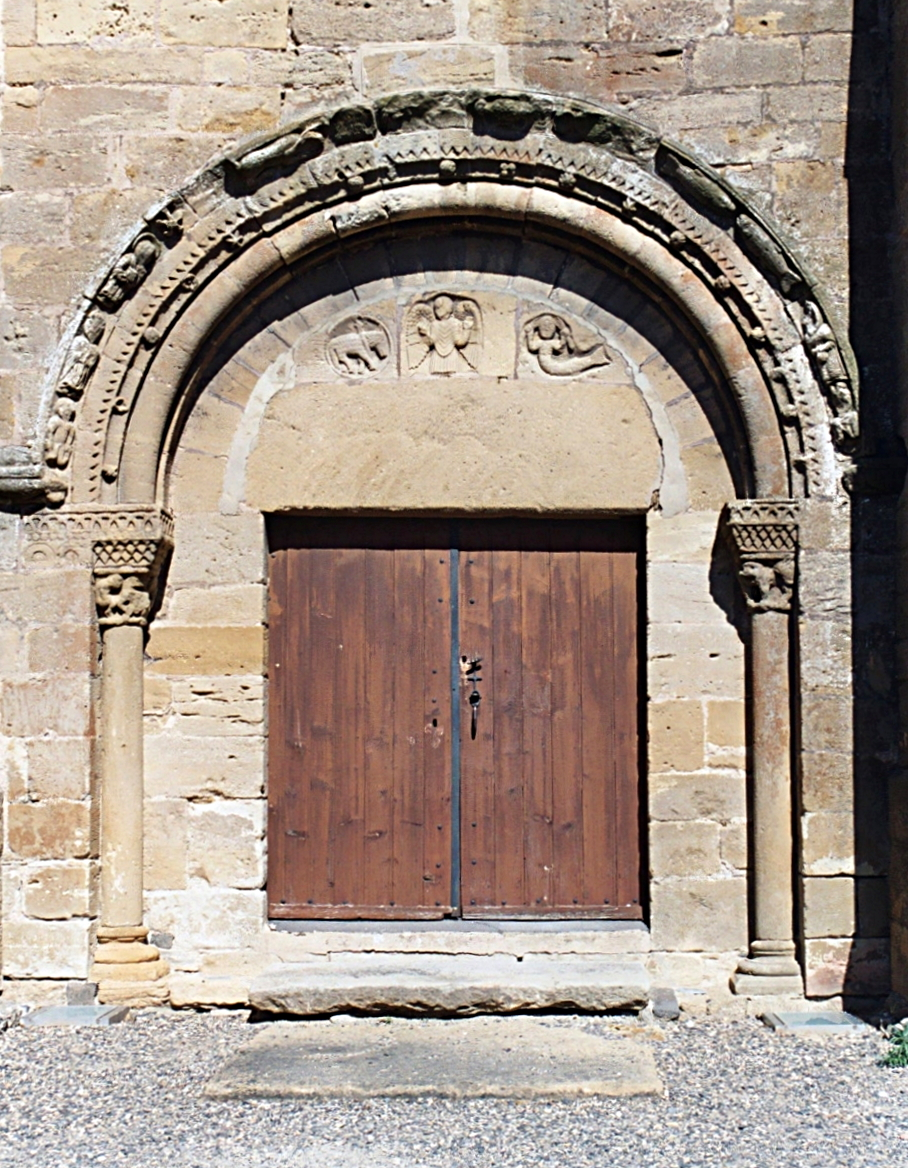
Le portail occidental roman.
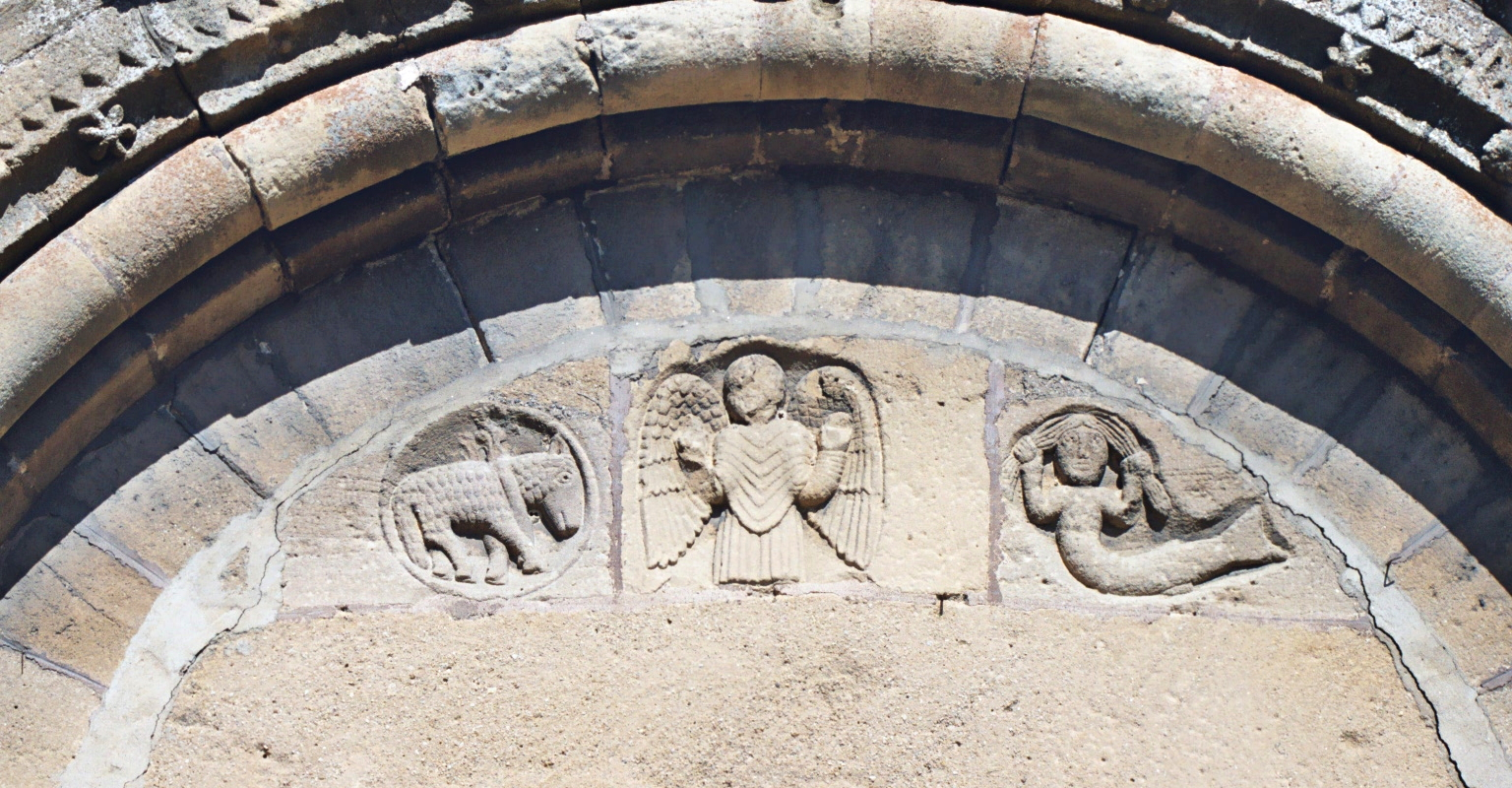
Le tympan du portail occidental roman, figurant un ange entouré d'un agneau portant une croix et d'une sirène.
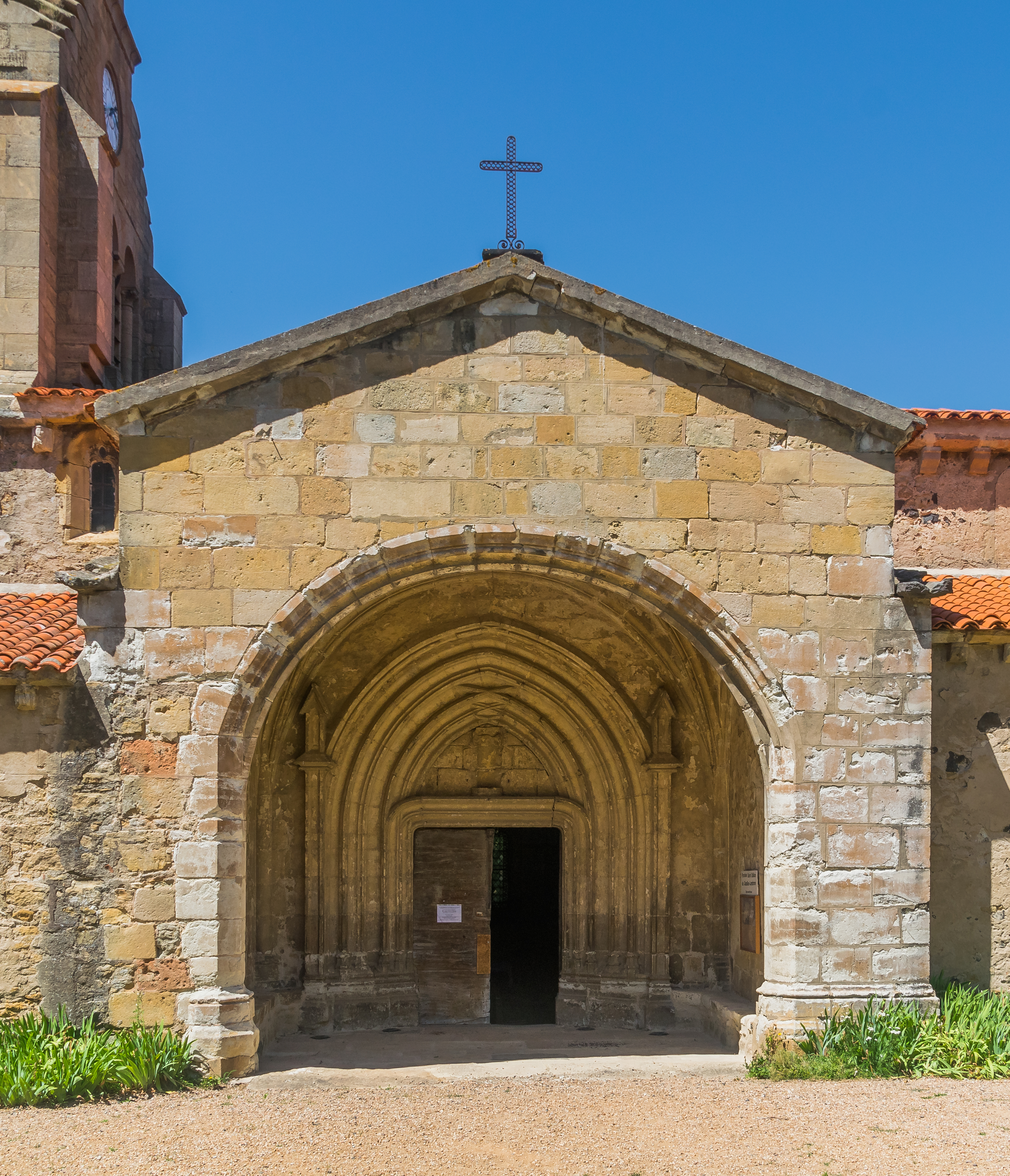
Le porche méridional gothique.

### Architecture et décoration intérieures
Les thèmes et la facture de certaines zones ressemblent beaucoup à ceux de l'église de Mailhat très proche : monstres dévorant une tortue dans la première travée au sud, aigle, sirènes…
On peut voir dans l'église un buste en marbre de Nonette, appelé le Beau Dieu, qui aurait été commandé par le duc Jean de Berry.